# Polygonarea transvaalica
Polygonarea transvaalica är en mångfotingart som beskrevs av Lawrence 1959. Polygonarea transvaalica ingår i släktet Polygonarea och familjen storjordkrypare. Inga underarter finns listade i Catalogue of Life.